# Patinatge artístic als Jocs Olímpics d'hivern de 1998 - Individual femení
Als Jocs Olímpics d'Hivern de 1998 celebrats a la ciutat de Nagano (Japó) es disputà una prova de patinatge artístic sobre gel en categoria femenina que formà part del programa oficial dels Jocs.
La competició se celebrà entre els dies 18 i 20 de febrer de 1998 a les instal·lacions del The White Ring.

## Comitès participants
Hi participaren un total de 28 patindors de 21 comitès nacionals diferents.
| - Àustria (1) - Austràlia (1) - Azerbaidjan (1) - Bulgària (1) - Croàcia (1) - Eslovènia (1) |  | - Espanya (1) - Estats Units (3) - Finlàndia (1) - França (3) - Hongria (1) |  | - Itàlia (1) - Japó (1) - Polònia (1) - Txèquia (1) - Rússia (3) |  | - Suècia (1) - Sud-àfrica (1) - Ucraïna (2) - Uzbekistan (1) - R.P. de la Xina (1) |

## Resum de medalles
| Or            | Argent        | Bronze  |
| Tara Lipinski | Michelle Kwan | Chen Lu |

## Resultats
| Posició                           | Nom                      | CON             | PC | PL | Pts. |
| --------------------------------- | ------------------------ | --------------- | -- | -- | ---- |
| 1                                 | Tara Lipinski            | Estats Units    | 2  | 1  | 2.0  |
| 2                                 | Michelle Kwan            | Estats Units    | 1  | 2  | 2.5  |
| 3                                 | Chen Lu                  | R.P. de la Xina | 4  | 3  | 5.0  |
| 4                                 | Maria Butyrskaya         | Rússia          | 3  | 4  | 5.5  |
| 5                                 | Irina Slutskaya          | Rússia          | 5  | 5  | 7.5  |
| 6                                 | Vanessa Gusmeroli        | França          | 8  | 6  | 10.0 |
| 7                                 | Elena Sokolova           | Rússia          | 10 | 7  | 12.0 |
| 8                                 | Tatyana Malinina         | Uzbekistan      | 9  | 8  | 12.5 |
| 9                                 | Elena Liashenko          | Ucraïna         | 7  | 10 | 13.5 |
| 10                                | Surya Bonaly             | França          | 6  | 11 | 14.0 |
| 11                                | Yulia Lavrenchuk         | Ucraïna         | 15 | 9  | 16.5 |
| 12                                | Joanne Carter            | Austràlia       | 11 | 12 | 17.5 |
| 13                                | Shizuka Arakawa          | Japó            | 14 | 14 | 21.0 |
| 14                                | Julia Lautowa            | Àustria         | 21 | 13 | 23.5 |
| 15                                | Julia Sebestyen          | Hongria         | 19 | 15 | 24.5 |
| 16                                | Yulia Vorobieva          | Azerbaidjan     | 18 | 16 | 25.0 |
| 17                                | Nicole Bobek             | Estats Units    | 17 | 17 | 25.5 |
| 18                                | Lenka Kulovana           | Txèquia         | 16 | 18 | 26.0 |
| 19                                | Anna Rechnio             | Polònia         | 13 | 20 | 26.5 |
| 20                                | Laetitia Hubert          | França          | 12 | 21 | 27.0 |
| 21                                | Alisa Drei               | Finlàndia       | 20 | 19 | 29.0 |
| 22                                | Marta Andrade            | Espanya         | 24 | 22 | 34.0 |
| 23                                | Mojca Kopac              | Eslovènia       | 22 | 23 | 34.0 |
| 24                                | Shirene Human            | Sud-àfrica      | 23 | 24 | 35.5 |
| No realitzaren el programa lliure |                          |                 |    |    |      |
| 25                                | Ivana Jakupcevic         | Croàcia         | 25 |    |      |
| 26                                | Helena Grundberg         | Suècia          | 26 |    |      |
| 27                                | Tony Sabrina Bombardieri | Itàlia          | 27 |    |      |
| 28                                | Sofia Penkova            | Bulgària        | 28 |    |      |